# FNB 경기장
FNB 경기장(FNB Stadium)는 남아프리카 공화국의 요하네스버그에 위치한 축구 전용경기장이다.
1989년 남아프리카 공화국의 요하네스버그에서 개장한 경기장으로 원래 8만 명을 수용했으나 월드컵을 위해 보수 및 증축하여 현재 94,700명을 수용할 수 있다. 사커 시티는 남아프리카공화국 월드컵 경기장 중 가장 많은 인원을 수용할 수 있는 경기장이다. 2010년 FIFA 월드컵 대회의 개막전과 결승전이 열렸던 곳이다. 또한, 2013년 아프리카 네이션스컵의 개막전과 결승전이 이 경기장에서 열렸으며 넬슨 만델라의 영결식 또한 이곳에서 열렸다.

## 개요
개장 당시부터 남아프리카 공화국의 금융 기관인 퍼스트 내셔널 은행(First National Bank, FNB)이 명명권을 보유하고 있었다. 2010 FIFA 월드컵에서는 결승전 장소가 되었고, FIFA 규정에 따라 조명 시설을 갖춘 지붕을 설치할 예정이다. 또한 대회 기간 동안은 FIFA 스폰서 및 대회 공급자 이외의 회사명은 제외된다. 명명권을 보유한 FNB도 대회 후원하며, 스폰서 권리 범위가 남아프리카공화국 국내에 한정되는 종류의 계약이기 때문에 대회 중에는 이름을 임시로 "사커 시티"(Soccer City)로 변경하였다.

## 기록

### 1996년 아프리카 네이션스컵
| 날짜            | 팀 1              | 스코어 | 팀 2       | 라운드 |
| --------------- | ----------------- | ------ | ---------- | ------ |
| 1996년 1월 13일 | 남아프리카 공화국 | 3 - 0  | 카메룬     | A조    |
| 1996년 1월 15일 | 이집트            | 2 - 1  | 앙골라     | A조    |
| 1996년 1월 18일 | 카메룬            | 2 - 1  | 이집트     | A조    |
| 1996년 1월 20일 | 남아프리카 공화국 | 1 - 0  | 앙골라     | A조    |
| 1996년 1월 24일 | 남아프리카 공화국 | 0 - 1  | 이집트     | A조    |
| 1996년 1월 24일 | 자이르            | 2 - 0  | 라이베리아 | C조    |
| 1996년 1월 27일 | 남아프리카 공화국 | 2 - 1  | 알제리     | 8강    |
| 1996년 1월 31일 | 남아프리카 공화국 | 3 - 0  | 가나       | 준결승 |
| 1996년 1월 31일 | 가나              | 0 - 1  | 잠비아     | 3-4위  |
| 1996년 2월 3일  | 가나              | 0 - 1  | 잠비아     | 3-4위  |
| 1996년 2월 3일  | 남아프리카 공화국 | 2 - 0  | 튀니지     | 결승   |

### 2010년 FIFA 월드컵
| 날짜       | 시간 (UTC+2) | 팀 #1             | 결과         | 팀 #2        | 대회         | 관중   |
| ---------- | ------------ | ----------------- | ------------ | ------------ | ------------ | ------ |
| 2010-06-11 | 16:00        | 남아프리카 공화국 | 1-1          | 멕시코       | A조 (개막전) | 84,490 |
| 2010-06-14 | 13:30        | 네덜란드          | 2-0          | 덴마크       | E조          | 83,465 |
| 2010-06-17 | 13:30        | 아르헨티나        | 4-1          | 대한민국     | B조          | 82,174 |
| 2010-06-20 | 20:30        | 브라질            | 3-1          | 코트디부아르 | G조          | 84,455 |
| 2010-06-23 | 20:30        | 가나              | 0-1          | 독일         | D조          | 83,391 |
| 2010-06-27 | 20:30        | 아르헨티나        | 3-1          | 멕시코       | 16강전       | 84,377 |
| 2010-07-02 | 20:30        | 우루과이          | 1-1 (4-2 PK) | 가나         | 8강전        | 84,017 |
| 2010-07-11 | 20:30        | 네덜란드          | 0-1 (연장)   | 스페인       | 결승전       | 84,490 |

## 같이 보기
- 2010년 FIFA 월드컵